# Вишемірський Сергій Никифорович
Вишемірський Сергій Никифорович (*24 вересня 1884, Санкт-Петербург — †після 12 червня 1923) — військовий, начальник відділу навчання військ Генерального штабу Армії УНР, завідувач навчальною частиною Академічних курсів при Генеральному штабі УНР; підполковник Армії Української Держави.

## Біографія
Народився в сім'ї військового лікаря.
У «Curriculum vitae» зазначив:
| “Коли мені було біля 1 року, батьки мої переїхали в Україну, в м. Умань на Київщині. В 1893 році я поступив до Уманської прогімназії, а в 1895 році, коли батько був переведений до Києва, перейшов у 4 Київську гімназію. Через рік батька було переведено до Петербургу, і я знов переїхав туди і два роки вчився в Петербурзі, в 1 і 2 гімназіях. Нарешті батька мого було переведено на посаду в Вітебську, і там вже я і скінчив гімназію в 1901 році. Того ж року восени я поступив до Петербурзького університету на природничий відділ фізико-математичного факультету, на якому пробув я до 1905 року, коли залишив університет з приводу першої російської революції. Восени того ж 1905 року я поступив до Київської військової школи юнаком, в 1907 році скінчив в неї курс і був підвищений до підпоручника з призначенням до 34 гарматної бригади, що стояла в той час на Херсонщині. В 1908 році 2 червня я одружився з Марією Федорівною Яновською — українкою (походженням з Луцького повіту на Волині). В 1914 році я витримав конкурсний іспит до Миколаївської Воєнної Академії, але вступити до неї не зміг, позаяк у липні того року почалася світова війна. 1914 і 1915 роки війни я провів у штабі 34 пішої дивізії, а з початку 1916 року і до кінця війни служив у штабі 8 корпусу. Під час війни було розпочато навчання в Академії. Я був призваний туди і в два прийоми з перервою на 3 місяці скінчив 2 кляси цієї Академії (випуск Академії 1917 року). До Генерального штабу я був переведений навесні 1918 року. Восени 1918 року я вступив на службу до Гетьманської похідної канцелярії на посаду старшого старшини для доручень і в грудні цього року був підвищений Гетьманом за вислугу років в мій останній ранг — підполковника. За свою службу в російській армії я одержав всі бойові відзнаки до Володимира 4 ст. включно і Юрьївський хрест 4 ст. і був підвищений за вислугу років до ранга капітана, в якому мав старшинство з 24 березня 1915 року. Після знесення гетьманської влади я виїхав за кордон і рік перебував у Румунії, після чого в 1920 році вступив до Армії УНР на посаду начальника відділу навчання військ в У.Г.Ш. В серпні 1921 року я був призначений на посаду завідувача учбової частини Штабових курсів в таборі Каліш, формував ці курси, читав там лекції по техніці штабової служби, керував навчанням старшин-слухачів і перевів на весну 1922 року перший випуск з курсів. В січні 1923 року штабові курси перейменовано в Академічні курси при Генеральному штабові УНР і я залишився на нових курсах на тій же посаді завідувача Учбової частини, де і перебуваю досі, продовжуючи читання лекцій. 12 червня 1923 року. Табір Каліш”. |
В автобіографії не зазначив, що в 1918–1919 роках служив на штабних посадах у Червоній армії.
Навчався на лісовому підвідділі агрономічно-лісового факультету Української Господарської академії в Подебрадах, але її не закінчив. У 1920-х мешкав у Польщі.